# バンダイナムコアーツ
株式会社バンダイナムコアーツ（英: BANDAI NAMCO Arts Inc.）は、かつて存在した日本の映像・音楽ソフト会社。株式会社バンダイナムコホールディングスの完全子会社で、バンダイナムコグループの映像音楽プロデュースユニット主幹会社であった。
2018年4月1日にバンダイビジュアルとランティスが合併して発足したが、2022年4月1日に株式会社バンダイナムコミュージックライブに商号変更した上で、映像部門は分割してサンライズと合併してバンダイナムコフィルムワークスとなった。

## 概要
バンダイナムコグループは、2019年4月期から2021年3月期の中期経営計画において、中期ビジョンに「CHANGE for the NEXT 挑戦・成長・進化」を掲げていた。
2018年2月9日にバンダイナムコグループの再編が発表され、その中で、映像を主にしたバンダイビジュアルがアニソンを中心にしたレコード会社のランティスを吸収合併する形で、バンダイナムコグループの「映像音楽プロデュースユニット」の中核として位置付けされていた。
このところのアニメーションは、それに関連した音楽ライブが人気となっていて、「映像と音楽」の関連性が強まっているのも今回の合併の背景にあった。今回の合併によって、「映像、音楽、ライブイベント」の3つの分野を一体化したうえで、ライブイベントも日本と海外で、その展開を強化していくことになっていた。バンダイナムコグループでは、「映像と音楽を融合した新しいエンターテインメントの創出や、映像と音楽がより連携したIP創出に取り組む」と説明していた。
これまで2社が使用してきたバンダイビジュアルやランティスなどのレーベルは2018年4月1日以降も継承されている。
2019年、「宇宙戦艦ヤマトシリーズ」の版権管理を行っているボイジャーホールディングスが中心となって設立されたstudioMOTHERへ出資。これにより、アニメーション制作ラインの増強によるヒットコンテンツの創出力を強化し、「宇宙戦艦ヤマトシリーズ」への展開強化を行うとしている。
2020年6月8日よりアニメ制作会社のエイトビットと業務提携を開始。同年7月10日には動画配信プログラム「MixBox」のサービスを開始。
2021年4月1日付で子会社であったハイウェイスターが独立。
2022年4月1日付のバンダイナムコグループの再編により、映像事業をサンライズに吸収分割で移管、サンライズは、同時にバンダイナムコライツマーケティングを吸収合併し、映像事業を統合したバンダイナムコフィルムワークスとなり、当社本体に残った音楽事業はグループ内外問わずにライブイベント等の制作・運営を受託している子会社のバンダイナムコライブクリエイティブと音楽著作権管理や音楽制作を行っており、一部当社との連携もあるサンライズ子会社のサンライズミュージック（旧サンライズ音楽出版）を吸収合併し、音楽・ライブ事業を統合した「株式会社バンダイナムコミュージックライブ」となる。映像と音楽を統合して設立された「バンダイナムコアーツ」はわずか4年で再度分離されることとなった。
2007年に当時のバンダイビジュアルが出願した“ANIME+”の商標権（登録番号5157596）は、山科誠がバンダイの次に社長を務めた企業でビックカメラグループの放送事業者である日本BS放送（BS11）が権利を借用し深夜アニメ枠のタイトルとして使用、開始当初はバンダイナムコグループの関連作品が放送それたが後に日本BS放送が商標権を継承したため、自社商標化された格好となった。

## 主要レーベル

### 映像レーベル
バンダイナムコフィルムワークスが承継
- EMOTION（エモーション） - アニメ・特撮
- BANDAI VISUAL（バンダイビジュアル） - 子供向け作品、実写映画・ドラマ

### 音楽レーベル
バンダイナムコミュージックライブが承継
- Lantis（ランティス） - メインレーベル
- Kiramune（キラミューン） - 男性声優レーベル
- GloryHeaven（グローリーヘブン） - ソニー・ミュージックソリューションズへ販売委託するレーベル
- Purple One Star（パープルワンスター） - bluesofaとの共同制作によるレーベル。レーベルプロデューサーはbluesofaの本間昭光、販売元はソニー・ミュージックソリューションズ。
- GOOM STUDIO（グームスタジオ）- バーチャルYouTuberレーベル。映像レーベルも兼ねている。